# 大衛·科夫納茲基
大衛·伊戈尔·科夫納茲基（波蘭語：Dawid Igor Kownacki，發音：['david kɔvˈnat͡ski] ⓘ；1997年3月14日—）是波蘭的一位足球運動員。現效力於德乙球隊哈化柏林（德甲球隊雲達不萊梅外借），在場上的位置是前鋒。他也曾效力於波茲南萊克足球俱樂部。他也代表波蘭U21國家隊參賽，並參加了2017年歐洲U21足球錦標賽。

## 外部連結
- Soccerway資料庫：大衛·科夫納茲基
- 90minut.pl网站上大衛·科夫納茲基的资料（波兰語）